# لادلو (کالیفرنیا)
لادلو (به انگلیسی: Ludlow) یک منطقهٔ مسکونی در ایالات متحده آمریکا است که در شهرستان سن برناردینو، کالیفرنیا واقع شده‌است. لادلو ۱۰ نفر جمعیت دارد.